# Cordignano
Cordignano är en ort och kommun i provinsen Treviso i regionen Veneto i Italien. Kommunen hade 6 928 invånare (2022).